# Legend of the Seven Dreams

## Musicisti
- Jan Garbarek
- Rainer Brüninghaus
- Nana Vasconcelos
- Eberhard Weber

## Tracce
1. He Comes From The North
Garbarek: Sax Soprano -
Vasconcelos: Percussioni, voce - 
Brüninghaus: Tastiere
2. Aichuri, The Song Man
Garbarek: Sax Tenore, Percussioni
3. Tongue Of Secrets
Garbarek: Flauto - 
Weber: Basso -
Vasconcelos: Percussioni -  
Brüninghaus: Tastiere
4. Brother Wind
Garbarek: Sax Soprano - 
Brüninghaus: Tastiere - 
Vasconcelos: Percussioni -
5. It's Name Is Secret Road
Garbarek: Flauto
6. Send Word
Garbarek: Sax Soprano -
Weber: Basso -
Brüninghaus: Tastiere -
Vasconcelos: Percussioni
7. Voy Cantando
Garbarek: Sax Tenore -
Brüninghaus: Tastiere -
Vasconcelos: Percussioni
8. Mirror Stone I
Garbarek: Sax Soprano
9. Mirror Stone II
Garbarek: Sax Soprano
Registrazione digitale: Luglio 1988 - 
Rainbow Studio, Oslo